# Martin Weller (Trompeter)

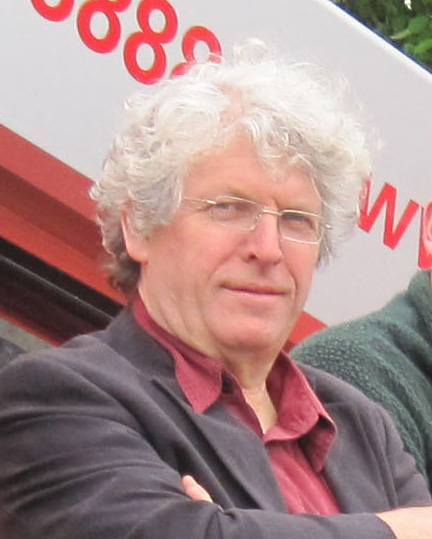
Martin Weller (2010)

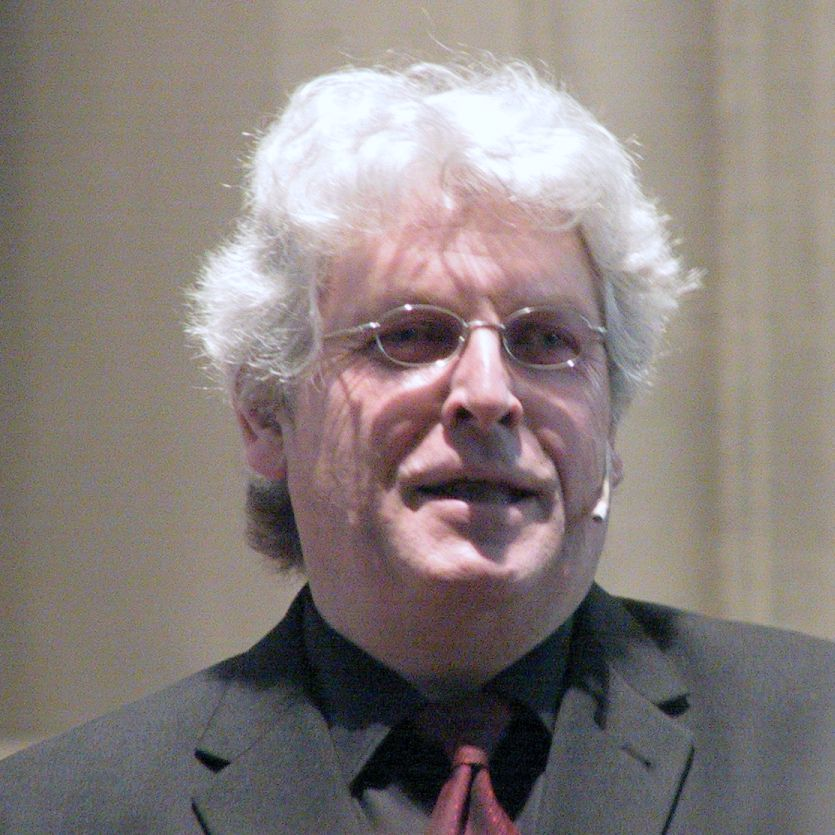
Martin Weller am 24. Mai 2013 im Braunschweiger Dom

Martin Weller (geb. 1955 in Helmstedt) ist ein deutscher klassischer Trompeter.

## Leben
Weller wurde in Helmstedt geboren und wuchs in Königslutter auf. Nach dem Abitur 1974 am Gymnasium Julianum in Helmstedt begann er zunächst ein Studium der Musikwissenschaft, Kunstgeschichte und Literaturwissenschaft in Göttingen und später – als Autodidakt auf der Trompete – ein Instrumentalstudium an der Hochschule für Musik und darstellende Kunst Hamburg. Nach seinem Studium bekam er ein Engagement am südfranzösischen Landestheater.
1983 begann er als Erster Solotrompeter beim Staatsorchester Braunschweig. 1998 wurde er Orchestermanager und amtierte seit 2004 als Orchesterdirektor. Ende 2022 ging er in den Ruhestand.
In unregelmäßigen Abständen organisiert und moderiert Martin Weller verschiedene Jugend- und Schülerkonzerte, in denen er zusammen mit dem Staatsorchester Braunschweig Schülern die Klassische Musik erklärt und näher bringt.
Er organisierte und leitete das 2004 bis 2010 alle drei Jahre vom Staatstheater Braunschweig ausgerichtete Festival Festliche Tage Neuer Musik. Des Weiteren ist er Teil der Jury des Louis Spohr Musikpreises Braunschweig. Weller ist Lehrbeauftragter an der TU Braunschweig.
Martin Weller lebt in Peine und ist mit Margit Weller verheiratet. Aus der Ehe sind drei Kinder hervorgegangen.